# 约翰·伍德拉夫
约翰·尤耶·伍德拉夫（英語：John Youie Woodruff，1915年7月5日—2007年10月30日），美国前男子中跑运动员，曾在1936年至1939年间就读于匹茲堡大學。他曾在1936年夏季奥运会上获得男子800米比赛金牌。